# Tito Traversa
Tito Traversa (Tito Claudio Traversa) est un grimpeur italien né le 22 avril 2001 à Cirié et mort le 5 juillet 2013 à La Tronche. Il est l'un des plus jeunes à réaliser une voie cotée 8b+.
Il meurt à la suite d'un accident sur la falaise d'Orpierre (Hautes-Alpes) causé par une dégaine dont les mousquetons étaient mal assemblés entre eux, après trois jours de coma à Grenoble.

## Liste de routes
- Pablo diretta Gravere 8b+
- ParsiSarsi Toit de Sarre 8b+
- Sogno di Kriptonite Toit de Sarre 8b+

## Sponsors
Il est sponsorisé par :
- Camp
- E9
- Scarpa